# Zjdanovskijön
Zjdanovskijön (finska: Kuparsaari; ryska: Ждановский остров) är en halvö vid Karelska näset, längs den södra stranden av floden Vuoksen. 

## Historia
Halvön blev platsen för hårda strider 16 juni - 9 juli 1944, under Fortsättningskriget (1941-1944) när den var del av finska försvarslinjen VKT-linjen (Viborg - Kuparsaari - Taipale). Den finska armén lyckades genom överföringen av de sista reserven från Östra Karelen   s.461 att hindra de sovjetiska arméns frammarsch genom Karelska näset.